# 彦根地方気象台
彦根地方気象台（ひこねちほうきしょうだい）は、滋賀県彦根市にある地方気象台。

## 概要
大阪管区気象台の管轄下にあり、滋賀県内の地上気象観測、地域気象観測（アメダス）、生物季節観測からなる気象観測業務、予報業務、地震情報・防災・広報業務を行っている。銚子、熊谷、下関と共に、県庁所在地ではない自治体に設置されている県単位の地方気象台である。
1927年2月14日に世界最深積雪記録となる積雪量1182cmを記録し、2001年3月31日に観測を終了した伊吹山測候所は彦根地方気象台の管轄下であった。
かつてのテレビの天気予報では、滋賀県の天気予報は彦根のみ発表されていた。後に大津市の天気予報が発表されるようになってからも、数年間は予想気温の前日比が表示されなかった。

## 沿革
- 1893年（明治26年）10月1日 - 滋賀県立彦根測候所として、1日6回の気象観測を開始。
- 1932年（昭和7年）6月29日 - 庁舎鉄筋コンクリート2階建て・塔屋4階建てを新築し機器を移転する。（現庁舎）。
- 1939年（昭和14年）11月1日 - 勅令第740号気象官署官制の公布により国営となり文部省に移管し、大阪管区気象台の所轄となる。
- 1957年（昭和32年）9月1日 - 運輸省令により彦根測候所は彦根地方気象台に昇格。

## 天気予報区分
滋賀県北部
- 近江西部 - 大津市（伊香立支所、小野支所、葛川支所、木戸支所、小松支所及び和邇支所管内）及び高島市
- 湖北 - 長浜市及び米原市
- 湖東 - 彦根市、犬上郡豊郷町、甲良町、多賀町及び愛知郡愛荘町

滋賀県南部
- 近江南部 - 大津市（近江西部の区域を除く）、草津市、守山市、栗東市及び野洲市
- 東近江 - 近江八幡市、東近江市、蒲生郡日野町及び竜王町
- 甲賀 - 甲賀市及び湖南市